# Daphne modesta
Daphne modesta är en tibastväxtart som beskrevs av Alfred Rehder. Daphne modesta ingår i släktet tibaster, och familjen tibastväxter. Inga underarter finns listade i Catalogue of Life.